# ピエトラポルツィオ
ピエトラポルツィオ（伊: Pietraporzio）は、イタリア共和国ピエモンテ州クーネオ県にある、人口約100人の基礎自治体（コムーネ）。

## 地理

### 位置・広がり
| 隣接するコムーネは以下の通り。括弧内のFR-06はフランスのアルプ＝マリティーム県所属を示す。 - アルジェンテーラ - カノージオ - Saint-Etienne-de-Tinée (FR-06) - サンブーコ - ヴィナーディオ |

#### 地震分類
イタリアの地震リスク階級 (it) では、3s に分類される
。

## 行政

### 分離集落
ピエトラポルツィオには、以下の分離集落（フラツィオーネ）がある。
- Castello, Murenz, Pontebernardo